# 紐韋爾角

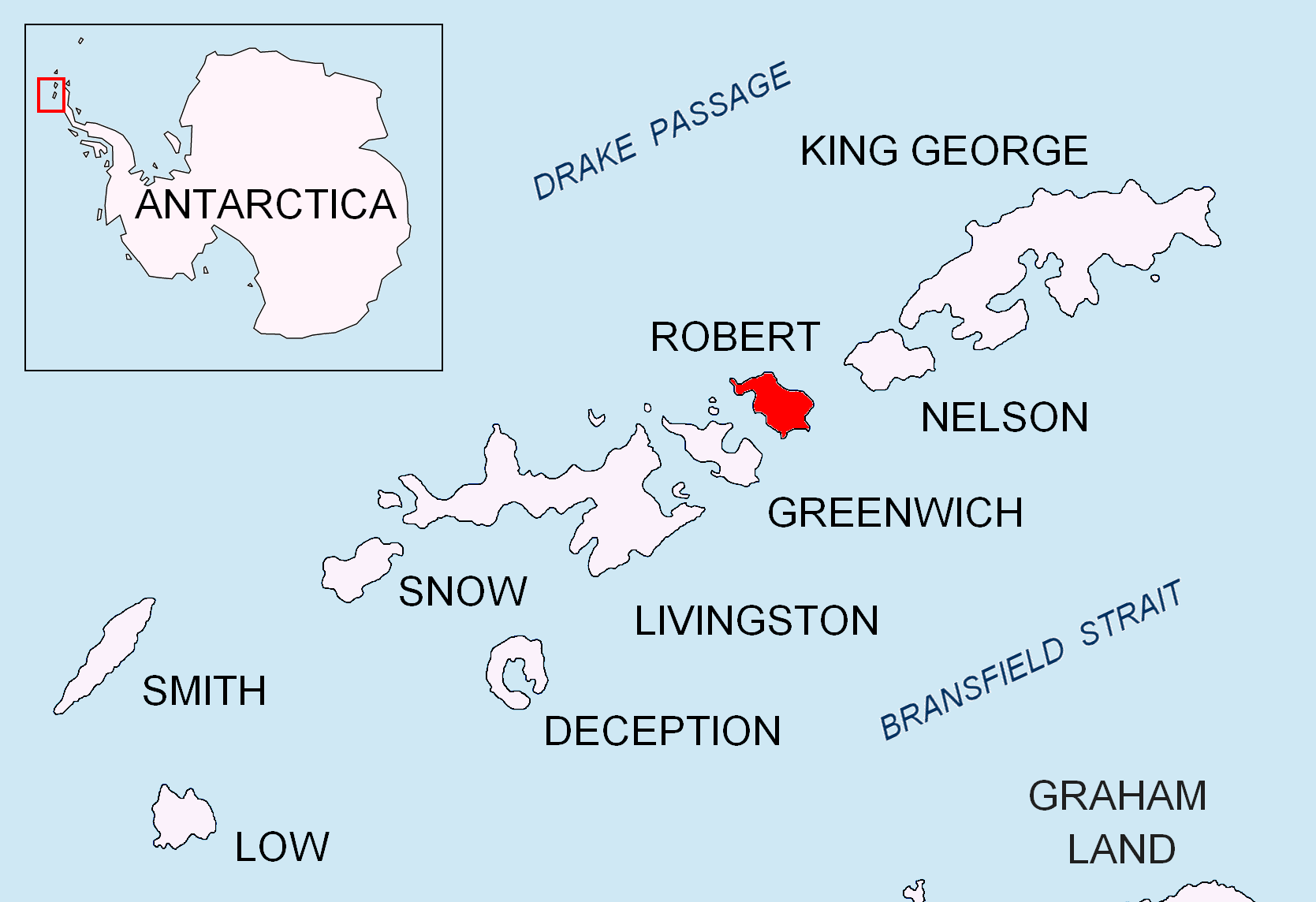

紐韋爾角（英語：Newell Point）是南極洲的海岬，位於南設得蘭群島中羅伯特島的東北端，處於卡塔里納角東南面5.27公里、基臣角西北面10.67公里和斯米爾寧斯基角西北面8.11公里。

## 外部連結
- SCAR Composite Antarctic Gazetteer（页面存档备份，存于）.

62°20′13.5″S 59°31′14″W / 62.337083°S 59.52056°W